# Jaroslav ze Šternberka a Hoštejna
Jaroslav ze Šternberka a Hoštejna byl moravský šlechtic z rodu Šternberků.

## Život
Jeho otcem byl Zdeslav starší ze Šternberka. Měl bratry Zdeslava, Štěpána, Albrechta a Matouše a dvě sestry, které se staly jeptiškami. 
Jaroslav se poprvé uvádí v listinách v roce 1322 spolu se svou matkou a se svými bratry. 
Jaroslav ze Šternberka se stal důležitým šlechticem, který se pohyboval v blízkosti moravského markraběte a posléze krále a císaře Karla IV. Pravidelně se účastnil zasedání zemských soudů v Brně a Olomouci. 
Naposledy se uvádí 6. dubna 1359, zakrátko poté zemřel. Na jaře roku 1360 již spravovali jeho rozsáhlé majetky synové Zdeněk a Smil.

### Manželství a potomstvo
Když jeho první manželka Eliška zemřela, oženil se s vdovou Machnou z Bíliny, které roku 1358 zapsal věno na Šilperku. Téhož roku získal Jaroslav statek Dubicko. 
Když v roce 1347 vdával svoji dceru Markétu za slezského knížete Bolka Kozelského, syna Vladislava Bytomského a druhé manželky Ludgardy Meklenburské, pojistil jí věno na městečku Šilperku. V roce 1355 držel Jaroslav hrad Hoštejn, který se stal jeho sídlem, a ves Krasíkov, roku 1360 Zábřeh.